# Les P'tites Canailles
Pour les articles homonymes, voir Les Petites Canailles.
Les P'tites Canailles était une émission de télévision française pour la jeunesse diffusée sur TF1 du 31 octobre 1998 au 22 décembre 2000.

## Version étrangère
Le format de télévision créé en France a été exporté en Italie, avec le title Piccole canaglie où a été transmis en 2001.